# Skymningslavmätare
Skymningslavmätare, Ectropis species är en fjärilsart som ännu inte beskrivits eller där beskrivningen ännu inte är publicerad. Skymningslavmätare ingår i släktet Ectropis och familjen mätare, Geometridae. Skymningslavmätare förekommer tämligen sällsynt från Skåne till Norrbotten. Arten har tidigare ingått i dubbelvågig lavmätare, Ectropis crepuscularia, men DNA-undersökning tyder på att det är två arter och att arten inte kan räknas som synonym till dubbelvågig lavmätare, men det är osäkert om taxonet ska ha artstatus.